# Leopold Ettlinger (Kunsthistoriker)
Leopold David Ettlinger (* 20. April 1913 in Königsberg, Ostpreußen; † 4. Juli 1989 in Berkeley, Kalifornien) war ein deutsch-britischer Kunsthistoriker, spezialisiert auf die italienische Renaissance. Er arbeitete am Warburg Institute und war Professor am University College London und an der University of California, Berkeley.

## Leben
Leopold Ettlingers Vater Emil Ettlinger war wissenschaftlicher Bibliothekar in verschiedenen deutschen Städten. Leopold ging in Halle auf das Gymnasium (Abitur 1932) und studierte in Halle und Marburg Archäologie, Philosophie und Kunstgeschichte unter anderem bei Paul Frankl. 1937 wurde er in Halle bei Herbert Koch über "Gottfried Semper und die Antike" promoviert. Daneben katalogisierte er archäologische Objekte aus Kreta und Mykene für Koch. Da er einer Familie jüdischen Glaubens entstammte, musste er 1938 Deutschland verlassen. Er arbeitete in London am Warburg Institute, war 1940 kurz auf der Isle of Man interniert wie andere deutsche Staatsbürger und war danach wieder am Warburg Institute und Schullehrer in Birmingham tätig. 1948 machte ihn Fritz Saxl zum Kurator der Photographischen Sammlung des Warburg Institute. Er war Lecturer an der University of Reading und am Warburg Institute (was er bis 1964 war), war 1956 auf Einladung von Erwin Panofsky am Institute for Advanced Study in Princeton und wurde 1959 als Nachfolger von Ernst Gombrich Professor für Kunstgeschichte am University College London (Slade School). Von 1966 bis 1970 stand er der Fakultät vor. 1970 ging er nach Berkeley, wo er bis 1980 der Fakultät für Kunstgeschichte vorstand.
1963/64 war er Gastprofessor an der Yale University.
Bekannt wurde Ettlinger durch seine Untersuchung der Patronage von Malern durch Papst Sixtus IV. und die Frühphase der Sixtinischen Kapelle von 1965. 1976 veröffentlichte er mit seiner dritten Frau Helen Shahrock Lewis eine Monographie über Botticelli. Außerdem veröffentlichte er den Catalogue raisonné von Antonio Pollaiuolo und Piero del Pollaiuolo.
Ostern 1979 trat er zum katholischen Glauben über.

## Schriften (Auswahl)
- Gottfried Semper und die Antike; Beiträge zur Kunstanschauung des deutschen Klassizismus. Halle: Nieft 1937 (Dissertation).
- mit R. G. Holloway: Compliments of the Season. London: Penguin Books 1947.
- Kandinsky's "At Rest". Charlton lecture 1960, London: Oxford University Press 1961.
- Art History Today. [inaugural address for University College] London: H. K. Lewis 1961.
- On Science, Industry and Art: Some Theories of Gottfried Semper. In: Architectural Review, Band 86 (1964), S. 57–60.
- The Sistine Chapel Before Michelangelo: Religious Imagery and Papal Primacy, Oxford: Clarendon Press 1965.
- mit Helen S. Ettlinger: Botticelli. London: Thames and Hudson 1976.
- Antonio and Piero Pollaiuolo: Complete Edition with a Critical Catalogue. Oxford: Phaidon 1978, ISBN 0-7148-1768-6.
- Wien und die Entwicklung der kunsthistorischen Methode. Wien: Böhlau 1984 (Akten des XXV. Internationalen Kongresses für Kunstgeschichte; 1) ISBN 3-205-06380-5.
- The Arts in Western Europe: Northern Europe. In: The New Cambridge Modern History, Bd. 1, 1953.